# Scaphaphorura
Genre
Scaphaphorura est un genre de collemboles de la famille des Tullbergiidae.

## Liste des espèces
Selon Checklist of the Collembola of the World (version du 15 septembre 2019) :
- Scaphaphorura arenaria (Petersen, 1965)
- Scaphaphorura corpesiensis Simón & Lucianez, 1990
- Scaphaphorura cubana Thibaud, 1994
- Scaphaphorura pakieti Pomorski & Skarzynski, 1997

## Publication originale
- Petersen, 1965 : The Collembola of the Hansted Reserve, Thy, North Jutland. Taxonomy, ecology (with a description of a new species and subgenus and a record of a single species of Protura). Entomologiske Meddelelser, vol. 30, p. 313-395